# Så langt øjet rækker - Dokumentarisme i Danmark
|  | Denne artikel er oprettet af botten Steenthbot ud fra en ekstern database. Den kan derfor have sproglige fejl eller mangler. Denne skabelon kan fjernes efter kontrol af indholdet. |

Så langt øjet rækker - Dokumentarisme i Danmark er en dansk dokumentarfilm fra 1989.

## Handling
Om Statens Filmcentrals arbejde med at distribuere kort- og dokumentarfilm ud til borgerne på det nye medie, VHS-båndet. Det er blevet muligt med  filmloven af 1989. Forskellige filmskabere giver deres bud på, hvad de vil med deres film, bl.a. Jens Jørgen Thorsen og Jørgen Leth. SFC's programredaktør Erik Thygesen fortæller om dokumentarfilmtraditionen, krydret med filmklip.

## Medvirkende
- Jens Jørgen Thorsen
- Jørgen Leth
- Erik Thygesen
- Lars Johansson[flertydigt link ønskes præciseret]
- Maria Mac Dalland